# A Yes koncertjei
A Yes együttes koncertjein sosem voltak különös showelemek, sosem ment óriáskivetítőn film a zene alatt, így sok együttessel ellentétben saját maguk voltak a színpadon az elsődlegesek. Ez visszavonatkoztatható arra, hogy a zenéjüket nagy figyelemmel kell kísérni – mint általában minden progresszív rock-együttesét –, mindazonáltal előadásaikra rengetegen látogatnak ki még a mai napig is.
1972 óta gyakran kezdik koncertjeiket Sztravinszkij Tűzmadár szvitjének egyik tételével; a mű záróhangjai összefonódnak a Siberian Khatru kezdőakkordjaival.

## Turnék
- Korai koncertek
  - 1968. augusztus 3. – 1970. április 18. (295 koncert)
  - Dokumentációk: The Word Is Live
- The Yes Album-turné
  - 1970. július 17. – 1971. július 31. (164 koncert)
  - Dokumentációk: The Word Is Live
- Fragile-turné
  - 1971. szeptember 24. – 1972. március 27. (111 koncert)
  - Dokumentációk: Yessongs
- Close To The Edge-turné
  - 1972. július 30. – 1973. április 22. (95 koncert)
  - Dokumentációk: Yessongs
- Tales From Topographic Oceans-turné
  - 1973. november 1. – 1974. április 23. (78 koncert)
  - Dokumentációk: nincsenek
- Relayer-turné
  - 1974. november 8. – 1975. augusztus 23. (89 koncert)
  - Dokumentációk: The Word Is Live, Yes: Live - 1975 at Q.P.R.
- 1976 (Szólólemez)-turné
  - 1976. május 28. – 1976. augusztus 22. (53 koncert)
  - Dokumentációk: Yesyears, The Word Is Live, Yesshows
- Going For The One-turné
  - 1977. július 30. – 1977. december 6. (89 koncert)
  - Dokumentációk: Yesshows
- Tormato-turné
  - 1978. augusztus 28. – 1979. június 30. (102 koncert)
  - Dokumentációk: Yesshows, The Word Is Live, Live in Philadelphia
- Drama-turné
  - 1980. augusztus 29. – 1980. december 18. (65 koncert)
  - Dokumentációk: The Word Is Live
- 90125-turné
  - 1984. február 28. – 1985. február 9. (139 koncert)
  - Dokumentációk: 9012Live: The Solos, 9012Live (DVD)
- Big Generator-turné
  - 1987. november 14. – 1988. április 13. (67 koncert)
  - Dokumentációk: Yesyears, The Word Is Live
- Anderson Bruford Wakeman Howe-turné (An Evening of Yes Music Plus…)[1]
  - 1989. július 29. – 1990. március 23. (74 koncert)
  - Dokumentációk: An Evening of Yes Music Plus
- Union-turné (Round the World in eighty Dates)
  - 1991. április 9. – 1992. március 5. (84 koncert)
  - Dokumentációk: Union Tour Live
- Talk-turné
  - 1994. június 18. – 1994. október 11. (76 koncert)
  - Dokumentációk: nincsenek
- San Luis Obispo-i koncertek
  - 1996. március 4. – március 6. (3 koncert)
  - Dokumentációk: Keys to Ascension, Keys to Ascension 2
- (Know-turné)
  - Nem került megrendezésre.
- Open Your Eyes-turné
  - 1997. október 17. – 1998. október 14. (147 koncert)
  - Dokumentációk: nincsenek
- The Ladder-turné
  - 1999. szeptember 6. – 2000. március 25. (83 koncert)
  - Dokumentációk: House of Yes: Live from House of Blues
- Masterworks-turné
  - 2000. június 20. – 2000. augusztus 4. (30 koncert)
  - Dokumentációk: The Masterworks, Magnification (bónuszváltozat)
- Magnification-turné
  - 2001. július 22. – 2001. december 13. (69 koncert)
  - Dokumentációk: Symphonic Live
- Yes 2002/Full Circle-turné
  - 2002. július 17. – 2003. október 4. (97 koncert)
  - Dokumentációk: nincsenek
- 35th Anniversary (35-ödik évfordulós) turné
  - 2004. április 15. – 2004. szeptember 22. (64 koncert)
  - Dokumentációk: Yesspeak, Songs from Tsongas

## Társzenekarok
- Cream (1968)
- Janis Joplin (1969)
- Nice (1970)
- Iron Butterfly (1971)
- Jethro Tull (1971)
- Dream Theater (2004)

## A Yes Magyarországon
A Yes kétszer fordult meg Magyarországon. Először 1998 májusában, az akkori Budapest Sportcsarnokban adtak koncertet az Open Your Eyes-turné egyik állomásán. A programban több régi, hosszú szám szerepelt. Az együttes a Jon Anderson - Chris Squire - Steve Howe - Alan White - Igor Khoroshev felállásban játszott.
Másodszor 2003. június 18-án (Full Circle Tour) érkeztek Budapestre. A koncertet az újjáépített Papp László Sportarénában rendezték meg. A Yes a klasszikus felállásban (Anderson, Squire, Howe, White, Wakeman) érkezett.
1992-ben, az Union-turné idején is megszervezték a magyarországi utat, de végül a délszláv válság miatt lemondták az előadást.